# 中共中央华南分局
中共中央华南分局，是中国共产党负责华南地区的领导机构，为中共中央地方局。

## 历史沿革
1946年6月初，周恩来和董必武来电指示，要求尹林平留在英屬香港，与连贯、饶彰风组成港粤工委，并担任工委书记。杜襟南随尹林平留在香港，担任工委（机要）秘书，并继续负责机要电台工作。
1946年6月，方方以中共中央代表身份被派到香港，领导华南党组织。方方临行前，刘少奇在延安接见方方、苏惠，指出南方党组织应作长期斗争；不能北撤的干部，就撤到殖民地（安排琼崖纵队渡海去法属印度支那），到香港、南洋、海外活动；中央还同意“必要时，要丢掉枪支、保存干部”。1946年7月18日，周恩来特意来电告诫：“广东特点（黑暗统治）不应忽视，但也不应过高估计反动力量，对自己努力轻视，对前途强调长期而致失信心，所说两三年停止活动是不妥的”。1946年9月16日，广东区党委做出了工作部署：坚持斗争，保存干部与武装力量，做长期打算；凡能回到城市的干部，都转移到城市。指示闽粤赣边工委：“根据形势分析，南方将长期黑暗。闽粤赣边将长期孤立，你们还要准备埋头苦干十年八年。必须把现有力量分散出去，放点放线，让一批同志转到地方上安家落户。”
1947年1月，组织上取消了在港工作人员的生活费、夜餐费，只发伙食费、屋租和水电费，必须自己找职业才能维持生活。《华商报》由于经费枯竭，面临停刊的危险；香港分局决定走群众路线，发动“救报运动”，发动广大读者支援，希望能捐得10万元，来维持多一年。
1946年11月6日，中央指示南方各省农村工作采取2种不同方針：一、凡是可能建立公开游击根据地者，应立即建立游击根据地；原有根据地如海南岛……闽西南，应鼓励原有公开半公开武装，紧紧依靠群众继续奋斗，不应采取消极复杂政策。二、凡条件尚未成熟之地区，采取隐蔽待机方针。1947年1月，广东区党委在香港湾仔举行党委扩大会议（又称“湾仔会议”），以传达贯彻中共中央关于恢复发展南方武装斗争的指示。会议由华南党的负责人方方、广东区党委书记尹林平主持，与会的有广东区党委成员、各地党组织负责人。会后，广东区党委在香港举办了五期干部训练班及学习班，组织学习游击战争和群众工作。1947年1月，中共中央决定在香港成立中共中央分局，由刘长胜、方方、尹林平、潘汉年、刘宁一、梁广、章汉夫、夏衍、连贯组成。1947年1月31日，方方、尹林平致电中共中央并周恩来、董必武，支持在香港建立中共中央分局，并提出人事方案。魏金水认为把粤东视为“条件尚未成熟之地区”是没有从当地实际情况出发；粤东武装斗争条件已完全成熟，在粤东开展武装斗争可以迅速改编闽粤赣边区局面，掌握战争主动权。魏金水专程赴香港向方方汇报，得到方方的赞同并向中央请示。1947年3月党中央批准闽粤赣边工委“以粤东为主要出击方向，普遍开展游击战争”。1947年4月，方方、尹林平就华南地区游击战争提出“建立边界游击根据地”的战略，将华南地区分为粤桂边、粤赣湘边、粤桂湘边、闽粤赣边、琼崖五个战略单位。按照中共中央“尤应首先抽调得力干部加强粤北（曲江）与南路两支队之领导”的指示，香港分局派张华到粤北成立中共五岭地委，张华任地委书记；派温焯华到南路成立中共粤桂边地委，隶属中共粤桂边工委领导，温焯华任地委书记。此后香港分局派干部陆续到琼崖区、闽粤赣边区、粤湘赣边区、粤桂边区、粤桂湘边区开展工作。后来香港分局又决定增加粤中、桂滇黔边两个战略单位，并分别设立党的领导机构。因刘长胜留中共中央上海局工作，中共中央于1947年5月发电报指示：由方方、尹林平等人组成中共中央香港分局。中共中央关于在香港成立分局的指示中称，华南党在“推动反美反蒋统一战线，支援解放区战争，促进全国革命新高潮时，必须估计到斗争的长期性与复杂性”。中共中央香港分局直接受中共中央领导，同时与中共中央上海局发生必要联系，并受后者指导。
中共中央香港分局由方方、尹林平、章汉夫、梁广、潘汉年、夏衍、连贯组成，方方任书记，尹林平任副书记。中央还决定，在香港分局下设三种平行组织：
- 中国共产党香港工作委员会（中共香港工委）：章汉夫任书记，连贯任副书记。中共香港工委下设统战工作委员会、文化工作委员会、财经工作委员会、群众工作委员会、报刊工作委员会、青年组、妇女组、新华社香港分社、组织部。根据中央指示，中共香港工委作为半公开机构，掩护香港分局、城委的秘密活动。
- 城市工作委员会：又称港粤城委，梁广任书记，管辖广州、香港、澳门、湛江、桂林、柳州等华南大中城市的中共地下党组织。
  - 中共广州市委：1946年2月成立，黄松坚任书记，青委书记林华康。设中山大学总支。1946年6月撤销市委、总支、支部、小组等党组织，改为特派员制度，钟明为特派员。改为纵深配备，单线联系，区分一二三线，把党组织完全隐蔽起来。不许发生横的关系。搞秘密工作和搞公开工作的要严格分开。广东区党委决定建立外围秘密组织——“爱国民主协会”（“爱协”）来解决地下党员数量不足。1948年底及1949年初，推广建立了“广州工协”、“新民主主义教育工作者协会”、“新民主主义经济工作者协会”、“民主妇联”等党的外围秘密组织。1949年初，因为全国第一次学生代表大会要召开，华南地区要派代表出席，爱协便改名为“地下学联”，以“地下学联”代表的名义出席了此次会议。
- 各地区党委：直管各小城市和农村工作。各地在香港设联络站，派驻联络员、政治交通员，同香港分局联系。香港成为中共在华南地区的指挥中心[2]。1947年5月香港分局辖广东区委、琼崖区委、闽粤赣区委、广西工委。1947年5月24日，中共中央复电同意香港分局提出的华南建立几个战略区域的意见。为此，1947年5月至7月香港分局调整了各地党组织，建立了数省交界的边区党组织，并且派干部到各地[2]。
  - 琼崖区党委：1947年5月9日，根据党中央关于将琼崖特委改为琼崖区党委的决定，在白沙县红毛乡（现琼中县红毛公社）召开了琼崖党的第五次代表大会，选举产生了新的琼崖区党委委员13人，候补委员6人。区党委书记冯白驹；副书记林李明、黄康；常委冯白驹、林李明、黄康、何浚、庄田；委员冯白驹、林李明、黄康、何浚、庄田、吴克之、李振亚、肖焕辉、马白山、杨少民、陈乃石、史丹、符荣鼎；候补委员；李独清、陈克文，陈克邱、陈石、陈武英、符思之。1948年2月，根据形势需要和区党委副书记林李明调香港分局、黄康改任任琼崖纵队副政委，常委庄田调滇桂黔边等情况，区党委召开了第二次执委会，补选何浚为副书记，杨少民、肖焕辉为区党委常委。琼崖区党委下辖四个地委：[3]
    - 北区地委：书记黄康（兼），副书记：肖焕辉（后为书记）；常委黄康、肖焕辉、吴克之、陈石、符思之；
    - 东区地委：书记陈乃石，副书记符哥洛；常委：陈乃石、符哥洛、张开泰、吴任江、王月波；
    - 西区地委：书记杨少民（1948年2月后罗文洪），副书记陈青山；常委：杨少民、陈青山、李振亚、李汉、李定南；
    - 南区地委：书记史丹，副书记陈克文；常委；史丹、陈克文、林立、林豪、赴光炬。

  - 粤赣湘区委（负责粤北、东江地区）
  - 闽粤赣区委：1946年11月撤销闽粤边临委，成立闽粤边工委，书记魏金水，辖闽西地委、闽南地委、梅埔地委。1947年5月改称闽粤赣边工委。1947年10月成立中国人民解放军闽粤赣边总队，总队长刘永生，政委朱曼平。各地委设立支队，各县委设立大队，各区委设立武工队。1948年6月改为闽粤赣边区党委，辖闽西、闽南、梅州、潮汕、韩东5个地委。1949年1月成立中国人民解放军闽粤赣边纵队，司令员刘永生，区党委书记魏金水兼任政委，副司令员铁坚，副政委朱曼平，政治部主任林美南，参谋主任王汉杰，辖5个支队、1个直属团，共13 500人。全境解放时，发展到4万多人（包含县区武装），解放了29座县城及汕头市。
  - 粤桂边区党委（负责南路、雷州半岛）。1946年4月成立粤桂边地委，书记温焯华，副书记吴有恒。1947年6月下旬，钱兴赴廉江，将桂东南的党组织关系交给粤桂边地委，由黄明德代表地委领导。1947年7月桂西南区的党组织关系交给粤桂边工委书记周楠。指定覃桂荣任中共右江地区特派员，黄嘉任中共左江地区特派员。依托十万大山、六万大山、镇龙山。1948年4月，香港分局决定撤销粤桂边地委，成立中共粤桂边区委员 会，书记梁广。1948年5月，组建中共粤桂边工委，书记周楠。辖6个地委。1948年11月9日，香港分局决定撤销粤桂边工委，成立桂滇边工委，又名桂滇黔边工委，书记周楠。 
    - 粤桂南地委：1948年7月成立的粤桂边地委。1949年春,粤桂边地委和玉林五属分委改建粤桂南地委。书记黄明德。下辖9个县级组织，陆川、博白两个县委，玉林、容县两个县特支和北流总支，共有党员800 多名。
    - 十万山地委：1948年9月成立中共十万山地工委。1949年3月改建十万山地委。书记陈明江，副书记谢王岗、李超（兼宣传部长）。下辖钦县、防城、上思、思乐、明江、宁明、崇善、扶南等8个县工委，加上南宁市工委、马头山区工委、邕宁工委和绥渌县特支，共12个县级中共组织，共有党员900多名。
    - 六万山地委：成立于1949年4月，书记陈华、副书记沈汉英。下辖灵山县委，合（浦） 东南、合 （浦）中北、合（浦）钦（县）灵（山）边、灵（山）横（县）永（淳）边、贵（县）兴（业）等5个工委，共6个县级组织， 共有党员1600多名。
    - 桂中南地委：1948年7月26日成立的中共桂中南地工委。1949年9月改建地委。书记杨烈。下辖横县、上林2个县委，武宣、永淳、宾阳、贵县4个县工委，迁江县总支、来宾县特支和第八支队第二十二团2个党委， 共10个县团级中共组织，共有党员1000名。

  - 粤桂湘边区党委（俗称西江工委）：1947年7月中旬成立粤桂湘边工委，书记梁嘉，副书记钱兴。
  - 滇桂黔边区党委：1948年11月9日，香港分局决定撤销粤桂边工委，成立桂滇边工委，又名桂滇黔边工委，书记周楠。1949年七八月间，桂滇边工委与云南省工委合并成立滇桂黔边区委员会，书记林李明， 副书记周楠、郑伯克。下辖的12个地委（地工委） 和1个市委。
    - 中共右江地委：成立于1947年8月31日，书记区镇，副书记兼组织部长余明炎。 下辖万冈、果德2个中心县委，万冈、都安、那马、武鸣、隆山 等5个县委，平治、东兰、凤山、果德、河池、天峨、凌云、乐业、向都等9个县工委，共14个县级组织，共有党员1300多名。
    - 中共左江地委：1949年10月下旬中共左江工委改为地委，书记黄嘉，副书记梁游、邓心洋。 下辖右南（右江南岸） 工委，龙州、凭祥、雷平、镇边4个县委，上金、养利、天保（南路）、 向都、靖西、敬德、同正、隆安、万承、镇结等10个县工委，龙茗、龙湖、天（保）向（都）、 左县等4个县特支，共19个县级组织和左江支队3个主力团党委，共有中共党员840多名。

  - 粤中分委
  - 广西省工委： 1945年10月上旬，广西省工委书记钱兴和庄炎林到达重庆，向南方局王若飞和钱瑛、荣高棠全面系统地汇报 “七九反共事件”以来广西党的活动情况，南方局恢复了与广西地下党的组织关系。1946年5月，钱兴派庄炎林赴南京，向中共中央南京局组织部长钱瑛汇报工作。钱瑛指示庄炎林去上海向董必武、刘宁一汇报。根据董必武的指示，由刘宁一将中共广西省工委的组织关系交给在香港的方方。 1946年9月，钱兴通过黄松坚介绍，赴香港向方方汇报工作。 此后，广西省工委归中共中央香港分局直接领导。 1947年7月广西省工委撤销。左右江地区与桂中南、桂东南的党组织划归粤桂边区党委，1949年左右江地区划给滇桂黔边区党委；桂林、柳州等地党组织划归桂柳区工委，1949年改为广西省农村工委（辖桂北、桂中、桂东、柳北、都宜忻5个地委）与广西省城市工委（对桂林、柳州、南宁、梧州四城市）；桂东地区党组织划归粤桂湘边区党委，广西省工委书记钱兴调任粤桂湘边区党委副书记不久在游击战中牺牲。
  - 桂柳区工委（又称桂林工委）：1947年7月成立。书记陈枫。1948年12月下旬，香港分局决定撤销桂柳区工委，分别成立广西省农村工作委员会和广西省城市工作委员会。
  - 中共广西省农村工作委员会：1948年12月下旬成立，直属香港分局领导。书记李殷丹（粤桂湘边纵队政治部主任）/陈枫。1949年1月，接收桂柳地区各游击队的党组织关系。1949年3月，李殷丹到桂东接收原由粤桂湘边工委领导的党组织关系。下辖
    - 中共桂中地工委：成立于1949年5月11日，书记廖联原，副书记韦纯束。下辖象县县工委和桂平、平南2县以及来宾、贵县、武宣、 榴江、雒客等5个县部份地区中共组织，共有党员211名。
    - 中共桂东地工委：成立于1949年5月，书记黄传林，副书记吴赞之。下辖平（乐） 恭（城）工委、富川区工委、荔 （浦）修（仁）蒙（山）阳（朔）工委、贺（县）信（都）梧（苍梧）边临时工委、蒙（山）昭（平）区工 委和贺县的4个区工委，以及钟山、桂（岭）江（华）道（县）特派员，共有党员450名。
    - 中共桂北地工委：成立于1948年11月，阳雄飞、吴腾芳先后任书记。阳雄飞后改任副书记。在游击队中建立1个区委和12个中共支部，共有党员314名。
    - 中共柳北地工委：1949年9月10日，根据广西省农委决定，将融县工委扩建为柳北地工委，书记莫矜。下辖河东工委、 河西工委、三江县工委，共有党员130名。
    - 中共都宜忻地工委等5个地工委：1949年10月26日，根据广西省农委决定，将上忻工委扩建为都宜忻地工委，书记路璠。下辖中共柳江县工委和8个中共支部，共有党员172名。

  - 中共广西省城市工作委员会：1948年12月下旬成立。书记陈枫。直属香港分局领导。城工委领导机关设在柳州西大路65号（今中山西路63号）。下辖
    - 中共桂林城工委：成立于1949年1月，书记陈光，副书记黄绍亮，委员郭其中，共有党员63名。
    - 中共柳州城工委：成立于1949年7月，由梁山、胡习恒、韦竞新、熊元清4人组成，书记梁山，共有党员140名。
    - 中共南宁城工委：成立于1949年7月，由梁健、胡中平、韦元良3人组成，书记梁健，共有中共党员83名。
    - 中共梧州城工委：成立于1949年8月，由罗杰林、梁成业、陈坚3人组成， 书记罗杰林，共有中共党员38名。

  - 福建特支书记张兆汉，组织“新民主福建建设委员会”

1947年5月20日，香港分局作出《关于接受中央二月一日指示的决议》，指出当前南方党的中心任务是“一切都应为着武装斗争、群众斗争的发展与党及群众组织的巩固。”
中共党组织在香港与民主人士、文化教育界人士合作办报、办学，创办了达德学院。还与民主党派领导人定期开座谈会，由中共及民主党派领导人轮流主持，分别在李济深、连贯、沈钧儒等人住宅举行。这一时期，中共在香港建立并打开了同各民主党派的关系，争取了各民主党派影响下的中间群众，建立了同各民主党派合作的多个据点，经争取建立了同港英政府的非正式公开关系。 
中共党组织还加强了对南洋华侨的工作。夏衍在新加坡根据中共香港工委的意见开展“为香港进步文化事业筹款”运动，经胡愈之主持的《南侨日报》宣传，南洋华侨为香港《华商报》等报刊筹集三万多加元。后来香港分局又派饶彰风到新加坡设新华社办事处。 
1947年3月前后，上海、南京等地大批中共党员和民主人士转移至香港，香港成为当时中共统一战线活动的中心。为此，中共中央派钱之光到香港“发展海外经济关系”、“主持海外及内地经营”。这也为中华人民共和国成立后发展对外经贸作了准备。钱之光到香港后，探索开辟香港至大连的海上通道。不久他派王华生经朝鲜罗津乘苏联货船到香港探航线，打通大连至香港间双向海上货运航线。接到中共中央任务后，钱之光同香港分局、香港工委分四批将在香港的民主党派人士等送达大连、安东（今丹东）、天津等地，到北平出席中国人民政治协商会议第一届全体会议。1948年8月到1949年9月，香港分局及香港工委20多次组织护送350多名民主人士北上参加新政协；加上中共干部，总共1000多人。
1947年9月，宋子文就任广州行辕主任、广东省政府主席、广东省保安司令。1947年12月，宋子文发动了“分区扫荡，重点进攻”的第一期清剿，要在三个月内见成效，六个月内“肃清匪患”。1948年2月，为粉碎宋子文主持广东省政后的军事“清剿”计划，香港分局在香港湾仔开会，方方作了《刘邓大军渡黄河后的形势和我们的任务》的报告。会后，香港分局向各地党委发出《粉碎蒋宋进攻计划，迎接南征大军的指示信》（即《二月指示》），指出“全国性的革命大风暴即将来临”，提出“普遍发展、大胆进攻”的方针，指示各地大搞武装斗争，逐步建设主力部队。1948年5月中旬，香港分局副书记兼广东区党委书记尹林平率广东区党委机关部分人员从香港到达东江地区，组建粤赣湘边区党委。1948年6月，第一期清剿宣告失败。宋子文又集中3个补充旅、15个保安团、12个独立保安营和地方团队，提出“肃清平原、围困山地”的第二期清剿。在香港分局领导下，各地区人民武装主动出击，反击国民党军第二期“清剿”，不断取胜。。
1948年4月和6月，根据中共中央指示，香港分局分别发出暂缓土改和停止土改的指示，开展土改纠偏工作。1948年7月，香港分局召集有关地区土改工作干部开会，总结经验教训。香港分局认为，实行土地改革，彻底消灭封建势力，是中共在民主革命时期的总政策，但是目前在南方只能执行削弱封建势力的方针。据此，香港分局发出《关于半年工作总结和今后方针任务》（即《八月指示》），指出“反三征与减租减息是南方革命斗争现阶段采取的具体的中心政策”。 
1948年5月，尹林平调任中国人民解放军粤赣湘边纵队司令员兼政委，回到内地领导游击战争。香港分局书记方方留在香港领导各项工作。
1948年5月5日，在香港的各民主党派领导人和知名人士通电全国，并联名致电中共中央主席毛泽东，公开响应中共中央“五一口号”。遵照中共中央指示，香港分局及香港工委积极领导新政协运动，宣传“五一口号”。1948年6月13日，中共中央电示中共中央上海局、中共中央香港分局及潘汉年，就召开新政治协商会议的时地、召集人、代表名额、人民代表会议召集时间及如何召集等事征询各民主党派、人民团体代表及社会贤达意见。1948年6月30日，方方、潘汉年、连贯等在香港邀李济深、沈钧儒、谭平山、马叙伦、王绍鏊、郭沫若、茅盾等人座谈。香港分局拟出一份被邀请人名单。香港分局还通过何香凝动员李济深；并托庄希泉到新加坡请陈嘉庚经香港北上。护送民主人士北上的工作由中共中央城市工作部（后改为中共中央统战部）领导，由周恩来亲自部署，中共中央香港分局具体组织护送，中共中央上海局、中共中央东北局、中共中央华东局配合。1948年8月2日，周恩来致电大连的钱之光，要他以解放区救济总署特派员名义赴香港，会同方方、章汉夫、潘汉年、连贯、夏衍等人商议接在香港的民主人士北上事宜。8月9日，中共中央致电方方并香港分局“为邀请与欢迎港沪及南洋民主人士及文化界朋友来解放区筹划安全的道路”，指定潘汉年、夏衍、连贯负责起草并协商出名单电告中央。第一批从香港北上赴解放区的是农工党中央执行委员会主席章伯钧、沈钧儒、谭平山、蔡廷锴和他的秘书林一元等，中共香港工委书记章汉夫等陪同北上。周恩来一再致电，要求尽力“邀请与欢迎沪港及南洋民主人士及文化界朋友来解放区”“为他们筹划安全的道路”，并指出这是第一批，要绝对秘密，保证安全，有什么情况，要随时报告。第一批人员搭乘苏联货船“波尔塔瓦”号（也译作“宝德华”号），“章伯钧打扮成一个大老板，身穿长袍，头戴瓜皮帽”，其他人则或扮作大老板、或扮作老先生、或扮作运货员不等，各人手里都持有货物单据作为货商的掩护。1948年9月12日上午从香港铜锣湾起航，在澎湖列岛遇上强台风尼利_（Nelly），“忽遇大风，风急浪涌，船行缓慢”，脱险后，“9月18日那一天，适逢中秋节，苏联船主决定杀猪加菜招待”，大家还在甲板上举行“神仙晚会”联欢。经过16天的海上航行，“波尔塔瓦”号于9月27日早晨抵达朝鲜罗津港。中共代表李富春受周恩来委托，提前赶到码头迎接，登岸稍事休息后，一行人即乘火车过图们江、经牡丹江，1949年9月29日到达哈尔滨。沈钧儒等五人先期抵达东北解放区后，中共中央去电征询他们的意见并转告香港分局。
第二批从香港北上人员有丘哲、马叙伦、郭沫若、沈志远、陈其尤、侯外庐、翦伯赞、冯裕芳、曹孟君、许宝驹、许广平和她儿子周海婴，以及韩练成等，中共香港工委统委书记连贯陪同，胡绳随行，1948年11月23日深夜乘悬挂挪威国旗的“华中”号客轮。1948年12月初“华中”号在接近安东的大东沟抛锚，改成小船上岸。中共中央东北局负责人李富春、张闻天等前往迎接，一行人到安东后，转乘专列于12月6日到达沈阳。
1948年11月，香港分局提出《关于加紧准备迎接新的战斗的意见》，要求认真执行《八月指示》，利用敌之空隙，用“填空格”战术发展。随后香港分局制定出《今后华南斗争方针》，提出了迎接南下的中国人民解放军，推翻蒋介石政权，解放全华南乃至全中国的十大纲领。至1948年底，人民武装（不计琼崖纵队）发展到4.6万人。
第三批离港北上的民主人士有时任农工党中央监察委员会主席彭泽民、李济深、茅盾夫妇、朱蕴山、章乃器、邓初民、洪深、施复亮、梅龚彬、孙起孟、吴茂荪、李民欣等，李嘉仁陪同，龚饮冰、卢绪章等随行。1948年12月26日搭乘苏联货船“阿尔丹”号，周恩来电示轮船一定要在大连港靠岸、安排住在大连最好的旅馆、举行欢迎宴会并做好接待工作等；还说：北方天气寒冷，要为他们准备好皮大衣、皮帽子、皮靴等。“阿尔丹”号刚刚在香港发生碰撞事故，虽经过修理，但时速较慢，途经青岛海面时，又遇上逆风，坏了一个引擎，直到1949年1月7日上午“阿尔丹”号才驶进大连港。中共中央派李富春、张闻天前来专程迎接，还邀请朱学范一同前往。 
1949年1月1日，香港分局向华南各地党委发出《关于迎接大军渡江和准备解放广东的指示信》：在香港的主要工作是培养城市干部和研究城市政策，准备到时可动员5000名知识分子下乡，同时要培养行署行政干部；率先解放粤闽赣湘数十县及路西二三十县，以包围广州夺取广州的决定。随后香港分局发出系列指示，要各地党委迅速扩大主力部队，组织民兵；通过以多胜少、速战速决歼敌；开展政治攻势，瓦解敌军心；大批吸收知识青年，培养干部；将具备战略意义的地区连成一片，实行区与区配合对敌进攻，以建立大块根据地。同时，中国人民解放军粤赣湘边纵队、闽粤赣边纵队、桂滇黔边纵队宣告成立。粤桂边纵队、粤中纵队、粤桂湘边纵队也于7、8月份成立。1949年2月，香港分局举办各地党委代表学习班。
1949年1月5日，方方致电中央，提出为避免对港英当局产生刺激，香港分局可否改名为华南分局。经中共中央批准，1949年4月8日，中共中央香港分局改称中共中央华南分局，方方任书记，尹林平任副书记，方方、尹林平、梁广、冯白驹、冯燊、林李明任委员，周楠、庄田任候补委员。1949年5月25日，中共中央华南分局从香港迁到粤东梅县解放区。华南分局书记方方率华南分局机关人员自香港经潮汕地区，于1949年8月28日抵达梅县。
第四批人士1949年2月28日乘挂葡萄牙旗的“华中”轮，包括叶圣陶、马寅初、王芸生、沈体兰、郑振铎、刘尊棋、傅彬然、陈叔通、包达三、张志让、宋云彬、徐铸成、赵超构、吴全衡、柳亚子夫妇、曹禺夫妇共27人，3月5日到烟台，3月18日到北平。
第五批北上人士1949年3月1日乘船，有黄炎培夫妇、盛丕华及其子盛康年、姚维钧、俞寰澄等，由刘恕护送，在天津登岸，3月25日到北平，董必武、李维汉、齐燕铭等到车站迎接。
第六批离港北上的人数最多，既有民主党派名流，也有文化艺术精英，包括了李达、王亚南、郭大力、曾昭伦夫妇、严济慈、黄鼎臣、史东山、白杨、舒秀文、姜椿芳、张瑞芳、于立群、臧克家、朱智贤、张文元、陈迩冬、傅天仇、林砺儒、薛迪畅、达德学院部分师生，农工党中央执行委员会委员李伯球、杨子恒以及沈其震，在冯乃超、狄超白、周而复、阳翰笙、黄药眠、胡一声陪同下，乘坐悬挂挪威国旗的大兴船务公司“宝通”号轮船1949年3月20日起航、3月27日抵津。
1949年5月底，根据中共中央的指示，华南分局从香港迁回内地，方方等回到闽粤赣解放区。华南分局的主要任务是一方面继续扩大解放区和根据地以迎接大军南下，一方面培养干部为广州解放后的接管工作做准备。1949年6月24日，中共中央指示华南分局，要求从各地“按照可能抽调一千到两三千老的和较老的工作干部加以训练，为准备接管广州及其他城市之用”。7月底，中央军委命令方方赶到江西赣州参加会议。8月24日，机要科、电台随方方从梅县出发，先到福建，再转到江西，迂回走了一个多礼拜。为闽粤赣边纵队副司令员铁坚亲自带领着一千五百多人的部队一路护送。在会昌四野第四十八军政治部主任迎接。9月6日方方一行抵达赣州。1949年9月6日，新的中共中央华南分局在江西省赣州市成立，原由香港分局改称的华南分局并入，隶属中共中央华中局领导。方方与叶剑英、陈赓、邓华、赖传珠、曾生等会合开了碰头会议，一起研究战斗有关的部署和军事计划。其间，陈赓请叶剑英负责指挥解放广州的战斗，但叶剑英谦虚地说，你是领了兵来的，我没有带兵，我不是来解放广州的，是来接管广州的。最终解放广州的战斗还是由陈赓指挥。
1949年8月，广东省农村解放区人口达到1350万人（占当时全省人口40%），人民武装发展到8万人，党员3万人。建立了27个地委（工委）、边委、分委、分工委、临委、市委；99个县委（工委）。有地委以上干部70余人，地委级、县级干部1500人。
华南分局干部扩大会议从9月21日开始一连开了4天。第一天是方方报告广东的情况，介绍了粤赣湘边纵队、闽粤赣边纵队的情况以及这几年游击战争的成绩。第二天陈赓报告军事情报和作战部署等，由于涉及军事机密，所以参加会议人员范围缩小，仅团级以上的干部可以参加。各兵团和两广纵队负责人，粤东、粤北、赣南三个区党委的负责人也在会上讲了话。9月23日叶剑英做综合报告，主要是讲全国的形势和广州解放后接管的情况，谈了任务与情况、城市政策、城市管理、团结会师、加强领导等五大问题。
10月11日，四兵团、十五兵团和两广纵队按照原计划向前推进到清远、佛冈一带的时候，华南分局突然接到中央军委急电，要求四兵团从曲江、英德插入桂林、柳州，准备围歼白崇禧主力。11日下午，中央军委再次急电要求陈赓、邓华兵团停止前进，暂不进攻广州。10月12日凌晨3点，毛泽东发来关于围歼白崇禧主力致林彪的急电。仅过了3个小时后，毛泽东又发来了关于歼灭广州一带敌人致林彪等的急电。10月14日前方占从化，占花县，抵白云山麓，进广州城。15日华南分局在赣州召开庆祝大会，并设宴答谢赣州地方党政。16日华南分局机关乘坐大卡车日夜兼程赶往广州。财经接管人员乘坐的卡车因避让迎面开来的车而跌落山坑，包括广州市接管委员会委员张云天在内4人遇难，十几人受伤。
1949年10月21日，中共中央华南分局进驻广州市。1955年7月1日，华南分局改称中共广东省委。

## 人员
- 书记
  - 方方（1949年4月8日－1949年9月6日）
  - 叶剑英（第一，1949年9月6日－1955年5月）
  - 张云逸（第二，1949年9月6日－1955年5月）
  - 方方（第三，1949年9月6日－1952年7月）
  - 陶铸（第四，1951年11月－1953年5月）
  - 谭政（第三，1952年7月－1955年5月）
  - 方方（第五，1952年7月－1953年5月）
  - 陶铸（代理第一，1953年5月－1955年7月）
- 副书记
  - 尹林平（1949年4月8日－1949年9月6日）
  - 古大存 （第一副，1954年7月－1955年7月）
  - 杨一辰（第二副，1954年7月－1955年7月）
  - 赵紫阳（第三副，1954年7月－1955年7月）
  - 冯白驹 （第四副，1954年7月－1955年7月）
  - 林李明 （第五副，1955年1月－1955年7月）
- 常委：
  - 梁广（1949年4月8日－1949年9月6日）
  - 冯白驹（1949年4月8日－1949年9月6日）
  - 冯燊（1949年4月8日－1949年9月6日）
  - 魏金水（1949年4月8日－1949年9月6日）
  - 林李明（1949年4月8日－1949年9月6日）
  - 周楠（1949年4月8日－1949年9月6日）
  - 庄田（1949年4月8日－1949年9月6日）
  - 叶剑英（1949年9月6月－1955年）
  - 方方（1949年9月6月－1955年2月）
  - 陈赓（1949年9月－1949年12月）
  - 赖传珠（1949年9月－1950年7月）
  - 邓华（1949年9月－1950年7月）
  - 古大存（1949年9月6日－1955年7月）
  - 黄永胜（1950年9月－1955年7月）
  - 易秀湘（1950年9月－1955年7月）
  - 陶铸（1951年11月－1955年7月）
  - 古大存 （1949年12月－1954年7月）
  - 张云逸（1952年7月－1955年5月）
  - 谭政（1952年7月－1955年5月）
  - 何伟（1952年7月－1955年7月）
  - 杨一辰（1952年7月－1955年6月）
  - 赵紫阳（1952年7月－1955年7月）
  - 林李明1953年6月－1955年7月）
  - 冯白驹（1953年6月－1955年7月）
  - 贺希明（1953年6月－1955年7月）
  - 区梦觉（1954年10月－1955年7月）
  - 王德 （1954年10月－1955年7月）
  - 文敏生 （1954年10月－1955年7月）
  - 李心清 （1955年1月－1955年4月）
  - 尹林平（1955年1月－1955年7月）
  - 林锵云（1955年1月－1955年7月）
  - 刘兴元（1955年1月－1955年7月）

- 委员：叶剑英、张云逸、方方、陈赓、郭天民、刘志坚、邓华、赖传珠、洪学智、萧向荣、古大存、曾生、雷经天、冯白驹、尹林平、陈漫远、莫文骅、林锵云、区梦觉、梁广、冯燊、易秀湘、李坚真、谭政文、黄永胜、李天佑、林李明、邱会作、吴克华、赵紫阳、陶铸、萧向荣、赵紫阳、梁必业、刘兴元、杨辰、何伟、王德、郝中士、王延春、贺希明、武光、朱光、伍晋南、杨至诚、李心清、文敏生、陈仁麒、刘田夫、郭伟人、安平生、王匡、云广英、赵武成、张永励、萧焕辉、刘慎之、周楠、习从真、欧阳文、韦国清、饶彰风、张伟烈
- 组织部长： [5]
  - 方方（兼，1949年10月－1950年10月）
  - 林李明（1950年10月－1952年7月）
  - 杨一辰（1952年7月－1953年6月）
  - 林李明（1953年6月－1955年1月）
  - 区梦觉（1955年1月－1955年7月）
- 宣传部长： 
  - 萧向荣（1949年10月－1952年7月）
  - 李心清（1952年7月－1953年2月代理，1953年2月－1955年1月）
  - 王匡（1955年1月－1955年7月）
- 秘书长：
  - 李嘉人（1949年10月－1951年5月）
  - 赵紫阳（1951年5月－1954年10）
  - 李心清（1954年10月－1955.3）
  - 赵紫阳（兼,1955年4月－1955年7月）
- 分局秘书处/办公厅主任：
  - 李嘉人（兼，1950年5月－1951年11月）
  - 赵紫阳（兼，1951年11月－1952年7月）
  - 龙潜（兼，1952年7月－1954年6月）
  - 陈越平（1954年6月－1955年7月）
- 社会部与广东省公安厅合署办公，一套人马，两块牌子
  - 部长谭政文
  - 第一副部长田星云（原中南公安部秘书长兼任省厅副厅长）
  - 广东省公安厅第一副厅长兼广州市公安局第一副局长陈泊
  - 副厅长杜明
  - 公安十九师（1950年3月改为广州公安总队）：何明任政委，汤光礼任副师长。由广东各地抽调部队9000余人组成，基本为广东本省人。
- 统一战线工作部
  - 叶剑英（1949年10月－1952年11月）
  - 饶彰风（1951年8月－1952年11月代理）
  - 古大存（1952年11月－1953年9月）
  - 冯白驹（1953年9月－1955年1月）
  - 饶彰风（1955年1月－1955年7月）
- 政策研究室
- 职工工作委员会：书记林锵云
- 青年工作委员会
- 妇女工作委员会：书记李坚真/区梦觉（52.9）。副书记苏惠
- 《南方日报》社
- 财经工作委员会
- 广东革命干部学校/中共华南党校
- 纪律检查委员会：副书记区梦觉
- 侨务工作委员会
- 分局直属机关党委
- 城市工作部
- 交通运输部
- 工业部
- 垦殖工作部部长李嘉人（1955年5月－1955年7月）
- 高等学校党委
- 粤赣湘区党委
- 闽粤赣区党委
- 粤桂区党委
- 琼崖区党委
- 滇桂黔区党委
- 粤中临时区党委
- 粤桂湘边区工委
- 香港工委